# Munsel
Munsel is een buurtschap direct ten noordoosten van de kern van Boxtel in de Nederlandse provincie Noord-Brabant. Sedert de jaren 90 van de 20e eeuw ligt de buurtschap binnen de bebouwde kom en vormt een wijk van Boxtel.
De buurtschap Munsel bestond uit een aantal boerderijen ten zuiden van het dal van de Dommel. In de 15e eeuw lagen er op Munsel twee hoeven: Elsbroek en Ter Santvoort. Elsbroek was oorspronkelijk een leengoed van de Heer van Boxtel. De familienaam Van den Elsbroek werd al vermeld in 1367. Ter Santvoort werd in 1387 een mansus (slotje) genoemd
In 1773 werd een van deze boerderijen verkocht aan Arnold Willem Tijbosch, die rentmeester was van Kasteel Stapelen. Deze liet er een landgoed aanleggen met een landhuis dat Huize Jagtrust heette. Dit huis werd in 1903 door de Trappistinnen die er in 1920 het Huize de la Salle stichtten. Deze instelling bestaat nu nog steeds.
Landelijke bekendheid kreeg Munsel in 1972, toen Sietz Leeflang er het ecologisch centrum De Kleine Aarde oprichtte. Deze instelling is sinds 2011 gesloten.
Sedert de jaren 90 zijn er echter veel huizen gebouwd op het grondgebied van Munsel en in de 21e eeuw startte het project In Goede Aarde, een wijk die duurzame uitstraling moet verkrijgen en waarin vooral een aantal zeer grote villa's met een naar antroposofie zwemende architectuur opvallen.